# Pat Hackett
Pat Hackett is een Amerikaans schrijfster, scenarioschrijver en voormalig medewerkster en vertrouwelinge van Andy Warhol. In 2022 werd haar boek ‘Andy Warhol, Dagboeken’ (The Andy Warhol Diaries) gebruikt voor de gelijknamige Netflixserie over Andy Warhol.

## Levensloop
Pat Hackett studeerde aan het Barnard College en ontmoette Andy Warhol in 1968. Hackett hielp aanvankelijk in Warhols Factory bij het transcriberen van vraaggesprekken voor het tijdschrift Interview, dat werd gepubliceerd door Warhol en Paul Morrissey. Later werd zij de hoofdredacteur van het tijdschrift en Warhols secretaresse en uiteindelijk zijn naaste vertrouwelinge. In 1971 schreef ze mee aan het scenario voor de Warholfilm ‘Bad’ die flopte toen deze uitkwam maar later gold als een feministisch klassieker.
In 1976 begon tussen Warhol en Hackett de gewoonte van een dagelijks telefoongesprek. Wat aanvankelijk begon als een ochtendje boekhouden, veranderde al gauw in een zeer intieme uitwisseling van privé-ervaringen tussen hen beiden. Warhol, die zogezegd "verslaafd was aan de telefoon" en vele parties en openingen bezocht, vertelde Pat over de pikante details van de New Yorkse kunst- en uitgaanswereld en over de beroemdheden die hij had ontmoet in de voorafgaande nacht. Beroemdheid was een onderwerp dat hem al van jongs af aan interesseerde. Naast roddeltjes en de laatste nieuwtjes kwamen ook allerdaagse dingen aan de orde.

### Controversie
Het boek leverde verschillende controversies op. Zo is het boek door Hackett samengesteld en is niet altijd duidelijk waar zij zelf bijzondere nadruk heeft gelegd en hoeveel en welke stukken van de gesprekken zij heeft weggelaten. Zelf zei zij dat Warhol haar had uitgekozen voor dit werk en dat haar invalshoek zijn goedkeuring droeg. Bij iedere overweging vroeg zij zich daarnaast af ‘What would Andy do?’ (Wat zou Andy doen?)
In 2010 werkte Hackett mee aan de documentaire ‘Beautiful Darlings’ over het leven van Candy Darling. In 2022 vormde haar boek ‘Andy Warhol, Dagboeken’ de basis van de Netflixserie ‘The Andy Warholdiaries’. Zelf is ze ook te zien in deze documentaire.
- Biblioteca Nacional de España: XX1003781
- Bibliothèque nationale de France: cb12736579c (data)
- Catàleg d'autoritats de noms i títols de Catalunya: 981058515192606706
- Gemeinsame Normdatei: 114995227X
- International Standard Name Identifier: 0000 0001 1560 6564
- Library of Congress Control Number: n79122507
- Nationale Bibliotheek van Letland: 000118755
- Nationale Bibliotheek van Tsjechië: xx0204211
- Nationale Bibliotheek van Israël: 987007381027605171
- Nederlandse Thesaurus van Auteursnamen: 068252870
- Système universitaire de documentation: 114108110
- Virtual International Authority File: 14896823
- WorldCat: E39PBJkhGkHHj4Brmtq8KDpwYP